# Karel Blažek
Karel Blažek (* 26. července 1948 Přerov) je český redaktor, spisovatel a nakladatel.

## Životopis

### Škola
Na Střední zemědělskotechnické škole v Kroměříži v letech 1963 až 1967 vystudoval veterinářství. Po dvouleté pauze absolvoval v letech 1969–1974 vysokoškolská studia na Filozofické fakultě Univerzity Jana E. Purkyně v Brně. Diplomovou práci psal o české science fiction.

### Zaměstnání
V letech 1974 až 1991 (17 let) byl PhDr. Karel Blažek redaktorem nakladatelství Blok v Brně. Od roku 1990 byl šéfredaktorem časopisu Listy pro literaturu. V roce 1991 se v oboru nakladatelská činnost stal podnikatelem a založil firmu Černá planeta. Byl častým účastníkem Parconů, spolupracoval s Československým fandomem.
Od roku 1974 byl evidován komunistickou tajnou policií StB nejprve jako "prověřovaná osoba", později jako "kandidát tajné spolupráce" a nakonec jako agent v oblasti sdělovacích prostředků s krycím jménem Karel.

## Dílo
Zpočátku psal básně, pak do různých časopisů uveřejňoval své SF povídky a v roce 1979 napsal svůj první román. Později sestavil dvě antologie SF povídek různých českých autorů a v roce 1988 připravil pro čs.televizi pořad o fantastice. Pomáhal přeložit román Duna od Franka Herberta a řadu dalších děl z angličtiny, francouzštiny, němčiny, polštiny a slovenštiny. Je autorem několika fotografických publikací z Moravy.

### Básnické sbírky
- 1979 Acta paleon-tologica ve sborníku Hnízda stěhovavých ptáků

### Sci-fi romány
- 1979 Přistání
- 1982 Nejlepší století
- 1989 Domov a jiné planety

### Sestavené antologie SF
- Vesmírní diplomaté
- Hosté z planety lidí